# Komal av Nepal
Komal av Nepal, född 1951, var Nepals drottning mellan 2001 och 2008, gift med kung Gyanendra.

## Biografi
Komal föddes i Katmandu och kom från den aristokratiska familjen Rana, som fram till 1951 producerade ärftliga premiärministrar i landet och var en konkurrent till kungafamiljen Shah om makten i Nepal. Hon var den andra av tre döttrar i familjen till den nepalesiska arméns generallöjtnant Kendra Shamsher Jang Bahadur Rana (1927–1982) och hans fru Sri Rajya Lakshmi Rana (1928–2005).
Komal, tillsammans med sina systrar, utbildades vid skolan vid St. Helena-klostret i Kurseong (Indien), sedan vid St. Mary's School i Kathmandu, och avlade också examen från en musikskola.
1970 valde kung Mahendra flickor från Rana-klanen som brudar åt sina tre söner. Komal var förlovad med prins Gyanendra, hennes äldre syster Aishwarya  med kronprins Birendra och hennes yngre syster Prekshya  med prins Dhirendra. Komal och Gyanendras bröllop ägde rum den 1 maj 1970.
Den 1 juni 2001 deltog Komal och hennes son prins Paras i en familjemiddag under vilken större delen av kungafamiljen dödades.
Den 4 juni 2001 utropades Gyanendra till kung av Nepal. Komal fick också titeln drottning. Hon följde med sin man på utlandsresor. Hon ledde Pashupati District Development Fund. På fritiden studerade hon musik och konsten att arrangera blomster.
I december 2007 röstade Nepals parlament för att avskaffa monarkin. Den 28 maj 2008 avskaffades monarkin i Nepal. Den 23 maj lämnade kungen och hans fru Narayanhitypalatset i Katmandu för att undvika tvångsvräkning.